# Rue Sorbier

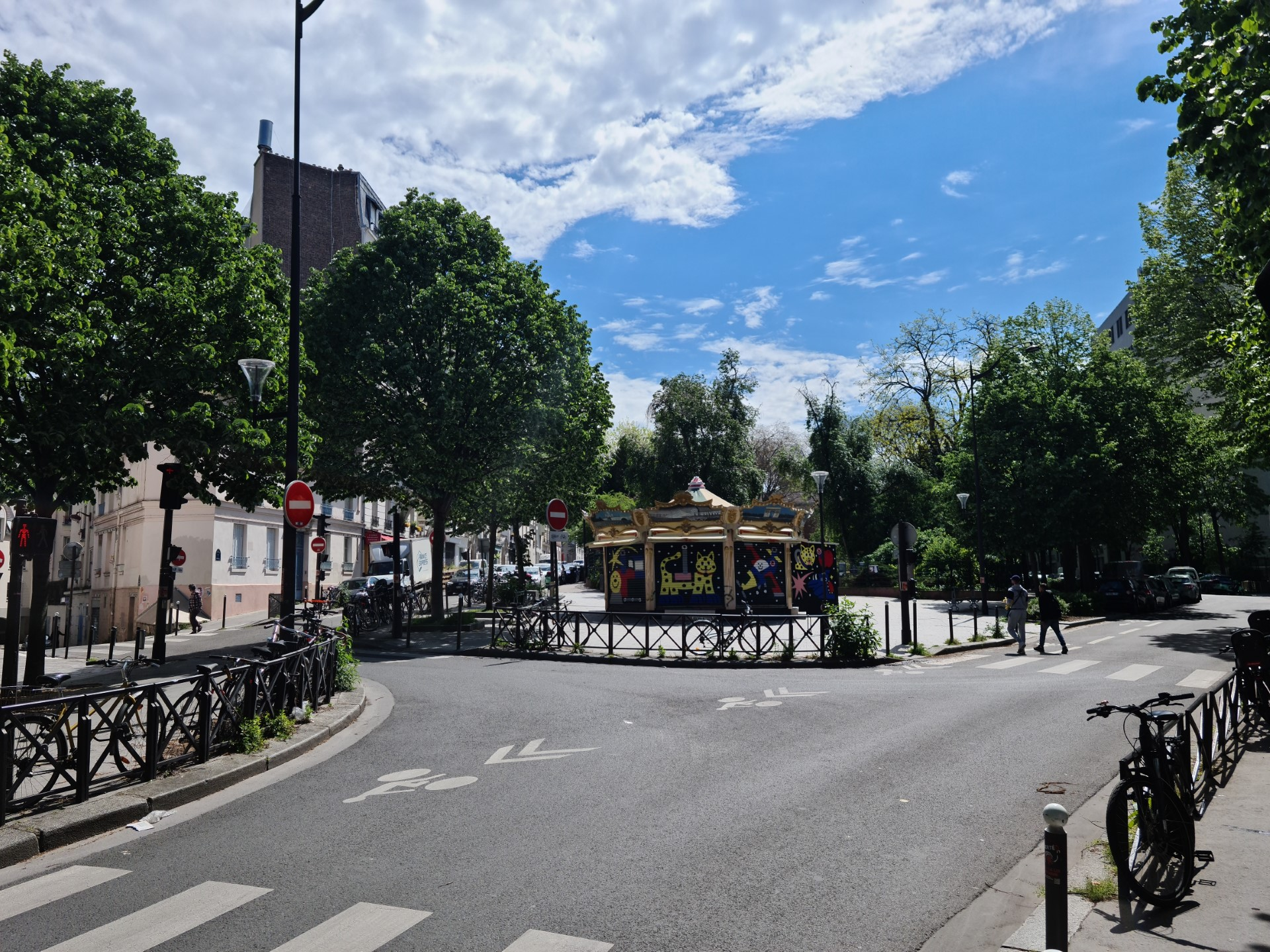
La rue Sorbier à angle de la rue de la Bidassoa.

La rue Sorbier est une voie située dans le quartier du Père-Lachaise du 20e arrondissement de Paris.

## Situation et accès
La rue Sorbier est desservie à proximité par les lignes 3 et 3 bis à la station Gambetta.

## Origine du nom

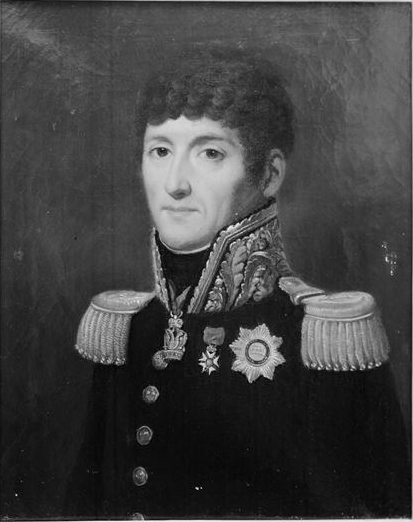
Le général Jean Barthélemot de Sorbier.

Elle porte le nom du général de division Jean Barthélemot de Sorbier (1762-1827), défenseur du quartier en 1814.

## Historique
Cette voie a été ouverte par un décret du 28 juillet 1862 entre l'actuelle place Martin-Nadaud et le boulevard Mortier et prend la dénomination de « rue Sorbier » par décret du 2 mars 1867.
Par un décret du 28 janvier 1876 elle est prolongée jusqu'à la rue de Ménilmontant en englobant deux tronçons de la rue Juillet qui aboutissaient, au nord à la rue de Ménilmontant, au sud à la rue Villiers-de-L'Isle-Adam. Le tronçon nord de la rue aboutissant rue de Ménilmontant est créé sur la couverture de la tranchée de la ligne de Petite ceinture qui longeait la rue de Juillet.
Dans le même temps la partie qui existait depuis 1862 sous le nom de rue Sorbier en est détachée, pour former la rue Belgrand (1879), une partie de l'avenue Gambetta (1893) et la place Martin-Nadaud (1899).
Une partie de la rue délimitait la ZAC des Amandiers.

## Bâtiments remarquables et lieux de mémoire
- La rue aboutit au cimetière du Père-Lachaise.
- Au no 6, le café-restaurant Le Lieu-dit est un endroit réputé pour avoir été une base arrière du mouvement Nuit debout[2].
- Au no 26, à l'angle avec la rue Élisa-Borey, le central téléphonique Ménilmontant, construit en 1928-1931, par les architectes Paul Guadet et Georges Planche[3].
- L'allée Chantal-Akerman se situe au nord de la rue, côté rue de Ménilmontant[4].
- La rue dessert le square du Sergent-Aurélie-Salel.

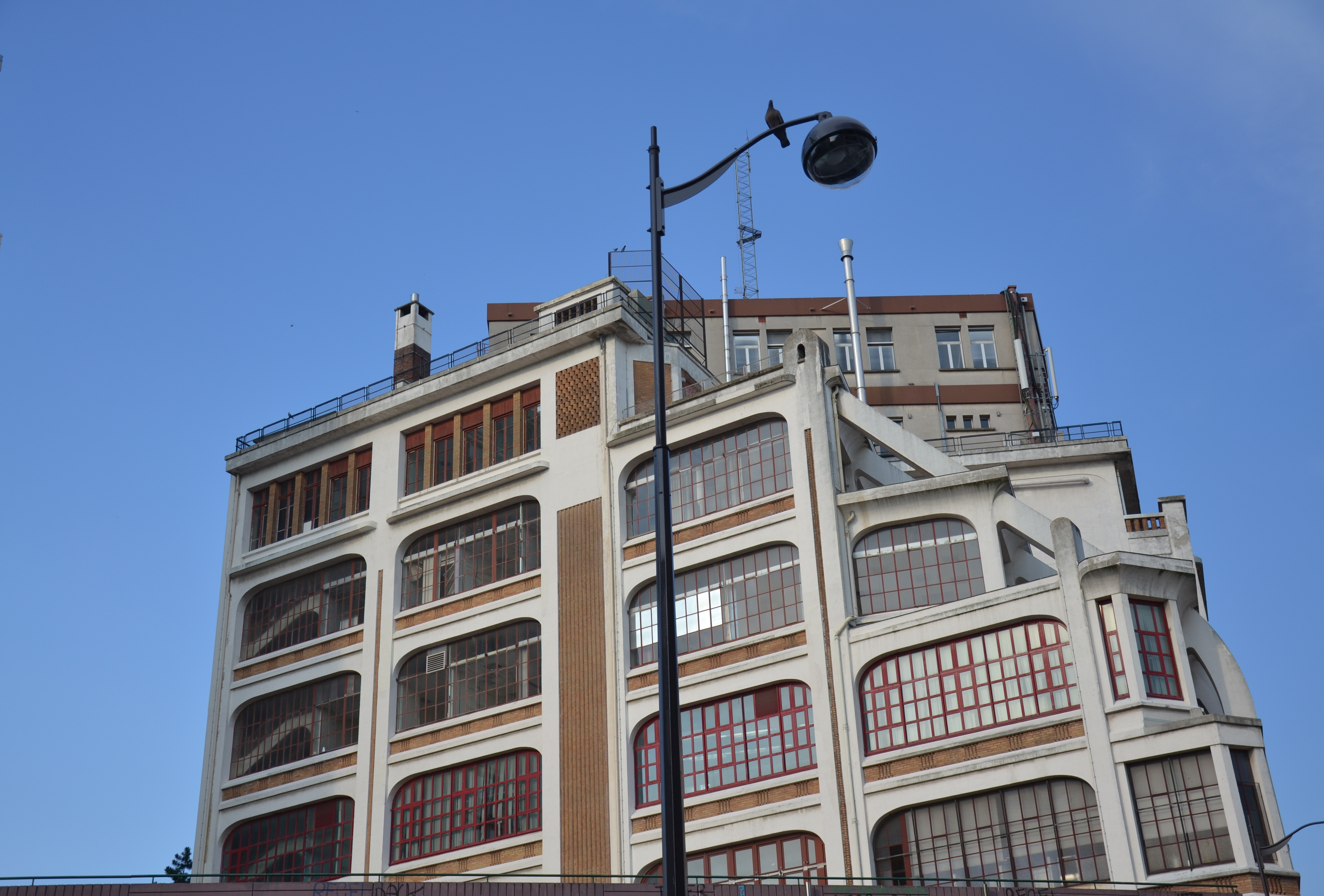
Ancien central téléphonique.